# Росинг, Йенс
Йенс Кристиан Росинг (дат. Jens Christian Rosing; 28 июля 1925, Якобсхавн — 24 мая 2008, Хумлебек) — гренландский писатель и художник, автор герба Гренландии (1985) и многих гренландских почтовых марок. Иллюстрировал детские книги и писал акварели.

## Биография
Йенс Росинг родился в Якобсхавне (ныне Илулиссат, Гренландия), в семье священника, писателя и художника Отто Росинга (Otto Rosing). В 1944 году Йенс окончил среднюю школу, экзамены он сдавал в Дании. С 1944 по 1946 год Росинг работал в «Королевской Гренландской торговой компании». В 1947—1948 годах обучался в Академии свободного и коммерческого искусства в Копенгагене, а с 1948 по 1950 год — в школе живописи Датской королевской академии изящных искусств.
В 1950 году Йенс Росинг выступил инициатором охраны популяции дикого северного оленя в Гренландии. В начале 1960-х годов он участвовал в серии экспедиций по Гренландии. В 1976—1978 годах Росинг возглавлял Национальный музей Гренландии в Нууке. В конце 1970-х он принимал участие в экспедиции, посвящённой памяти Кнуда Расмуссена.
До конца 1950-х годов Росинг жил в Готхобе (ныне Нуук). Затем в течение многих лет проживал в пригороде Копенгагена, а в последние годы в Хумлебеке.

### Семья
В 1952 году Росинг женился на Дагни Нильсен (Dagny Nielsen). У них родилось четверо детей: три сына — Аслак, Эювинн и Миник и дочь Ина, которая также является автором эскизов некоторых почтовых марок Гренландии.

## Творческая деятельность
Й. Росинг является автором несколько книг о культуре Гренландии. Его писательский дебют состоялся в 1954 году, после публикации мемуаров «Den dragende fok», в которых он описывал свой опыт по сохранению популяции дикого северного оленя в Северной Норвегии. Росинг также написал три книги о гренландских викингах. Кроме того он собрал и пересказал легенды и истории Гренландии.
В качестве художника Йенс Росинг известен как автор акварелей, также он создавал скульптуры и иллюстрировал детские книги.
Однако наиболее значимый вклад Йенс Росинг внёс в создание почтовых марок Гренландии. Он создал более 130 эскизов почтовых марок, что составляет одну треть всех выпусков марок острова. Его излюбленными темами были мифология, фауна Гренландии, викинги. Первая миниатюра была создана художником в 1957 году. Рисунок на ней был исполнен по мотивам эскимосской легенды о происхождении Гренландии «Мать моря». Последняя созданная им марка, с изображением собачьей упряжки, вышла в 2007 году. Эта миниатюра была выбрана журналом «Greenlandic collector» самой красивой маркой Гренландии 2007 года. Она также является самой широкой маркой Гренландии, её размеры составляют 101 × 43,26 мм.

## Награды
- Литературная премия ассоциации датских писателей в номинации документальная проза (1979).
- Премия Гренландии в области культуры (1985).
- Пожизненный грант от Государственного художественного фонда (1989).
- Литературная премия ассоциации датских писателей имени Линдер Гурли (Linder Gurli) и Чарльза Хаугбёлля (Charles Haugbøll) (2004).[1]